# Night Mistress
Night Mistress – polski zespół heavy/powermetalowy założony w 2003 roku w Skarżysku-Kamiennej, do 2006 roku występujący pod nazwą Nemesis. 
W 2005 roku grupa nagrała pierwsze demo „Dłoń z podziemi”. W następnym roku grupa nagrała EP „In the Land of the Freezing Sun”. W listopadzie 2010 Night Mistress wydali swoją pierwszą płytę długogrającą „The Back of Beyond”. Przed końcem sesji nagraniowej, we wrześniu 2010, hollywoodzka wytwórnia 272 Records wydała kompilację „Kill City vol. 26”, na której znalazł się utwór „Children of Fire”. „The Back of Beyond” została wydana w Stanach Zjednoczonych przez kalifornijską wytwórnię Hell Rider Records. W lipcu 2012 Night Mistress nagrali utwór „Hand of God”, do którego powstał również teledysk jako zapowiedź kolejnego albumu. W lipcu 2014 niemiecka wytwórnia Power Prog wydała drugi album zespołu „Into the Madness”.
Muzycy Night Mistress tworzą również polską grupę heavymetalową Nocny Kochanek.

## Dyskografia
| Tytuł                                | Dane dot. albumu                                               |
| ------------------------------------ | -------------------------------------------------------------- |
| Dłoń z Podziemi (EP)                 | Data premiery: 2005                                            |
| In the Land of the Freezing Sun (EP) | Data premiery: 2006                                            |
| The Back of Beyond                   | Data premiery: listopad 2010 Wydawca: Hell Rider Records (USA) |
| Into the Madness                     | Data premiery: lipiec 2014 Wydawca: Power Prog (GER)           |